# Sangyoung娱乐
Sangyoung娱乐 (韓語：상영이엔티)，是韩国的经纪公司，成立于2021年6月。

## 旗下藝人

### 男演員
- 李民基（2021年9月至今）[2]
- 李伊庚（2022年3月至今）[3]
- 白承桓
- 崔英䄖
- 韩一圭（한일규）
- 李太勋（이태훈）（2024年5月至今）[4]

### 女演员
- 鄭璟淳
- 徐令姬（2022年2月至今）[5]
- 全瑞珍（전서진）（2023年11月至今）[6]
- 宋英雅
- 車智妍（2025年7月至今）[7]

## 已离开艺人
- 申成禄（2021年9月-2023年）
- 高恩英（고은영）

## 外部連結
- 官方网站
- Sangyoung Entertainment NAVER BLOG 
- YouTube上的Sangyoung娱乐頻道
- Sangyoung娱乐的Instagram帳戶